# Junior Kadile
Junior Kadile (Rennes, 16 december 2002) is een Frans-Congolees voetballer die doorgaans speelt als aanvaller. Hij komt uit voor Almere City FC.

## Clubcarrière

### Stade Rennes
Kadile doorliep de jeugdopleiding van Stade Rennes, waar hij vooral voor het B-team uitkwam. Kadile kwam slechts één keer uit voor het eerste team, tegen AS Nancy in de Coupe de France op 1 februari 2022. Hij kwam in de 83e minuut in de ploeg voor Flavien Tait. De wedstrijd werd verloren na penalty's.

### Famalicão
Na zijn debuut werd Kadile verhuurd aan het Portugese FC Famalicão, dat uitkwam in de Primeira Liga. Hij maakte zijn debuut voor de ploeg op 13 februari 2022, tegen Moreirense FC (5-0). Hij kwam in de 88e minuut in de ploeg voor Ivo Rodrigues. Kadile speelde 23 wedstrijden voor de Portugese ploeg, en kwam twee keer tot scoren.

### Stade Lavallois
Na zijn verhuur werd Kadile overgenomen door Stade Lavallois, dat uitkwam in de Ligue 2. Hij maakte zijn debuut in de eerste speelrond tegen Angers SCO. Stade Lavallois schakelde met Kadile in de basis FC Nantes uit in de beker, maar verloor de volgende ronde van Le Puy Foot. Kadile scoorde vijf keer voor de club.

### Almere City
Medio 2024 stapte Kadile over naar Almere City FC, dat uitkwam in de Eredivisie. Hij debuteerde op 31 augustus tegen FC Groningen (1-1). Hij kwam in de rust in de ploeg voor Thomas Robinet. Op 2 februari 2025 scoorde hij zijn eerste doelpunt, tegen RKC Waalwijk (1-4). Hij maakte de 1-0 op aangeven van Charles-Andreas Brym, maar er werd toch verloren. Een week later scoorde hij het winnende doelpunt tegen FC Utrecht, weer door een assist van Brym (1-0).

## Statistieken
| Seizoen | Club            | Competitie    | Competitie | Competitie | Beker | Beker | Overig | Overig | Totaal | Totaal |
| Seizoen | Club            | Competitie    | Wed.       | Dlp.       | Wed.  | Dlp.  | Dlp.   | Dlp.   | Wed.   | Dlp.   |
| ------- | --------------- | ------------- | ---------- | ---------- | ----- | ----- | ------ | ------ | ------ | ------ |
| 2021/22 | Stade Rennais   | Ligue 1       | 0          | 0          | 1     | 0     | 0      | 0      | 1      | 0      |
| 2021/22 | → FC Famalicão  | Primeira Liga | 4          | 1          | 0     | 0     | 0      | 0      | 4      | 1      |
| 2022/23 | → FC Famalicão  | Primeira Liga | 14         | 1          | 5     | 0     | 0      | 0      | 19     | 1      |
| 2023/24 | Stade Lavallois | Ligue 2       | 36         | 2          | 5     | 2     | 0      | 0      | 41     | 4      |
| 2024/25 | Stade Lavallois | Ligue 2       | 2          | 1          | 0     | 0     | 0      | 0      | 2      | 1      |
| 2024/25 | Almere City     | Eredivisie    | 30         | 5          | 1     | 0     | 0      | 0      | 31     | 5      |
| Totaal  | Totaal          | Totaal        | 86         | 10         | 12    | 2     | 0      | 0      | 98     | 12     |

Bijgewerkt tot 16 juni 2025.